# Harbonnières
Harbonnières település Franciaországban, Somme megyében. Lakosainak száma 1640 fő (2022. január 1.). Harbonnières Proyart, Bayonvillers, Caix, Framerville-Rainecourt, Guillaucourt, Morcourt, Rosières-en-Santerre és Vauvillers községekkel határos.

## Népesség
A település népességének változása:
| Lakosok száma | 1650 | 1648 | 1656 | 1641 | 1638 | 1640 | 1642 | 1640 | 1640 |
|               | 2013 | 2015 | 2016 | 2017 | 2018 | 2019 | 2020 | 2021 | 2022 |